# Willem Ennes
Willem Tonnis Ennes (Groningen, 23 oktober 1947 – Amsterdam, 6 september 2012) was een Nederlands toetsenist en producer. Hij is vooral bekend geworden als lid van de Groningse jazzrockgroep Solution.
Ennes speelde aanvankelijk in The Roôn Rockers uit Roden en in The Keys, waarna hij in 1970 lid werd van de Groningse formatie Soulution die kort daarop haar naam veranderde in Solution. Met deze groep maakte hij zes albums. Daarnaast speelde hij mee op het album Monk? (1974) van Kaz Lux en Live (1978) van Jan Akkerman.
In 1983 ging Solution uit elkaar. Ennes was producer van onder andere The Mo, de groep Time Bandits (samen met Tom Barlage) en speelde hierna in de Margriet Eshuijs Band. Hij was ook actief als studiomuzikant (onder andere op Mooi en onverslijtbaar (1987) van Het Goede Doel) en werkte later mee aan theatertournees van Karin Bloemen, Thé Lau en Adèle Bloemendaal. Ook schreef hij muziek voor een aflevering van de televisieserie Diamant en voor een televisieshow rond Sylvia Millecam. Voor een musicaluitvoering van De Jantjes schreef Ennes arrangementen. Hij kreeg hiervoor in 2005 een John Kraaijkamp Musical Award.
Ennes overleed in 2012 op 64-jarige leeftijd aan alvleesklierkanker. Hij was sinds 2000 gehuwd met Astrid Joosten. Hij werd begraven op Zorgvlied.